# Trombiculidae
Trombiculidae är ett kvalster som ingår i överfamiljen Trombiculoidea och underordningen Prostigmata. De kallas bland annat ‘Chiggers’ på engelska tillsammans med familjen Leeuwenhoekiidae, då båda familjernas larver parasiterar ryggradsdjur. Trombiculidae är en familj av lårkvalster och ingår i klassen spindeldjur, som i sin tur räknas till understammen palpkäkar och stammen leddjur.
Bett från larver av Ericotrombidium sp., Eutrombicula spp., Leptotrombidium spp. och Neotrombicula spp. kan ge kraftig klåda som huvudsakligt symtom hos människa, hund eller katt. På svenska kallas Trombiculidae därför för Klådkvalster och som larv och parasit kan de gå under namnen löpkvalster eller skördekvalster. 
Trombiculidae har många vardagsnamn, bland annat på engelska: red bugs, harvest mite, trombiculid mite, scrub mite och chigger. De verkar i vardagsspråk oftast benämnas efter sin färg eller hur de rör sig, de problem de orsakar eller efter säsongen när de är mest aktiva. Exempel är det franska bête rouge (rött djur) och det bolivianska ghapa (röd lus). I Storbritannien kallas arten, Neotrombicula autumnalis, för just "harvest mite", och i Frankrike "aoûtat" på grund av dess förekomst i augusti. I Sverige kallas den Augustikvalster. En annan art, Eutrombicula hirsti, är känd som "scrub-itch mite" i Australien. 
Trombiculidae kan sprida fläcktyfus (scrub typhus) och rickettsios i vissa delar av världen.
Klådkvalstret genomgår en livscykel av ägg, larv, nymf och vuxen. Larv är det enda parasitiska stadiet. Som nymf och vuxen är kvalstret predator. Larven har sex ben och som predator har kvalstret åtta.

## Utbredning
Trombiculidae är en familj av kvalster som finns över hela världen, förutom i Antarktis och tundraområden. I Europa och Nordamerika är de vanligare i varma och fuktiga regioner. Trombiculidae trivs i skogar, gräsmarker och tät vegetation nära fuktiga områden som i skogsbryn, bärbuskar, fruktträdgårdar, sjöar och floder. I Europa är arten Neotrombicula autumnalis vanlig under sommar och höst, särskilt i Västeuropa. Arten har bara rapporterats ett fåtal gånger i Sverige: från Öland, Gävletrakten och Kullaberg i Skåne. I USA är Eutrombicula alfreddugesi vanlig, särskilt i sydöstra USA. Eutrombicula hirsti förekommer i Australien. I Sydostasien, inklusive Thailand, Kina, Japan och Korea, är Leptotrombidium spp. vanliga.

## Historia
År 1758 beskrev Carl von Linné en kvalsterart, Acarus batatas, i sitt verk Systema naturae. Denna art anses vara en tidig referens till trombiculider, även om den senare omklassificerades till Trombicula batatas. År 1905 etablerade Giuseppe Berlese släktet Trombicula och placerade det som en underfamilj, Trombiculinae, inom familjen Trombidiidae.
Trombiculidae, från grekiskans τρομειν ("att darra") och latinets culex, genitiv culicis ("mygga" eller "knott"), beskrevs först som en självständig familj av Henry Ellsworth Ewing år 1944. När familjen först definierades, inkluderade den två underfamiljer: Hemitrombiculinae och Trombiculinae. Herbert Womersley lade till ytterligare en underfamilj, Leeuwenhoekiinae, som vid den tiden endast innehöll släktet Leeuwenhoekia. Senare inrättade han familjen Leeuwenhoekiidae för detta släkte och underfamilj, som då innehöll sex släkten, vilka kännetecknas av ett par submediala borst (setae) på ryggplattan. Detta skiljer dem från familjen Trombiculidae. Något annat som skiljer familjerna åt är att Trombiculidae främst parasiterar ryggradsdjur, medan Leeuwenhoekiidae även kan parasitera ryggradslösa djur. Trombiculidae finns i en mängd olika miljöer, till skillnad mot Leeuwenhoekiidae som har en mer begränsad geografisk fördelning och ofta associeras med specifika värddjur, såsom gnagare. 
Under och efter andra världskriget ökade förståelsen för trombiculidernas ekologiska roll, särskilt deras betydelse som vektorer för sjukdomar som scrub typhus. Forskning under denna period fokuserade på deras livscykel, värddjur och geografiska fördelning, vilket ledde till en mer detaljerad klassificering och förståelse av deras ekologiska nischer.

## Livscykel

Ett Klådkvalsters livscykel från ägg (1) via larv (2) och nymf (3) till vuxen (4).

Trombiculidae (Klådkvalster) genomgår en livscykel bestående av fyra huvudstadier med inaktiva faser däremellan: ägg, parasitisk larv, aktiv nymf och aktiv vuxen. Den parasitiska larven tros, under de flesta omständigheter, bara fästa sig en gång hos en värd innan utvecklingen till nymf sker. Både nymf och vuxen lever fritt i marken och livnär sig genom predation, främst på ägg från leddjur. Hela livscykelns tidsspann kan ta allt från två månader till ett år och 1-5 generationer kan produceras varje år beroende på temperatur, fuktighet och plats.

### Ägg och Larv

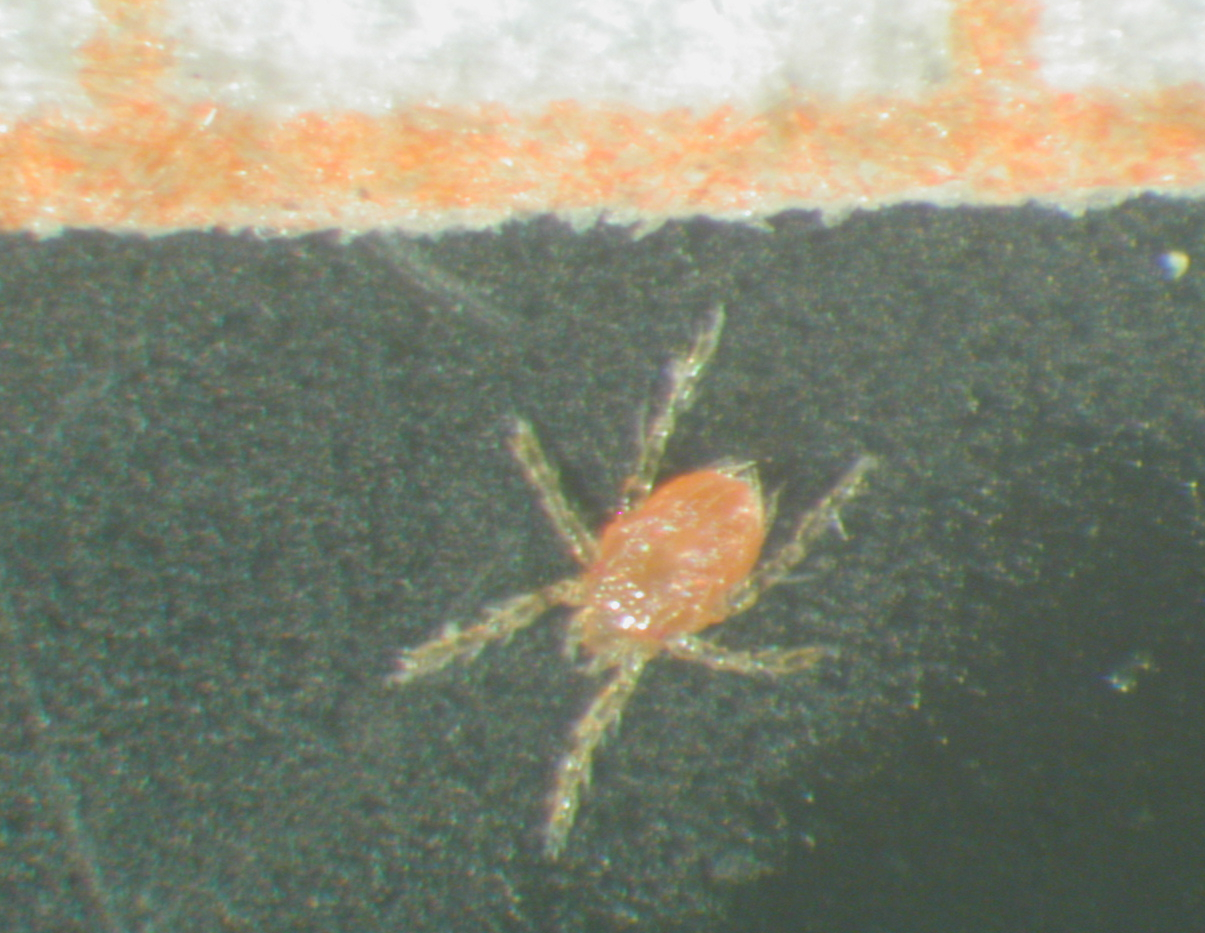
Neotrombicula autumnalis i larvstadiet. Papperet ovan visar 1 mm-ruta.

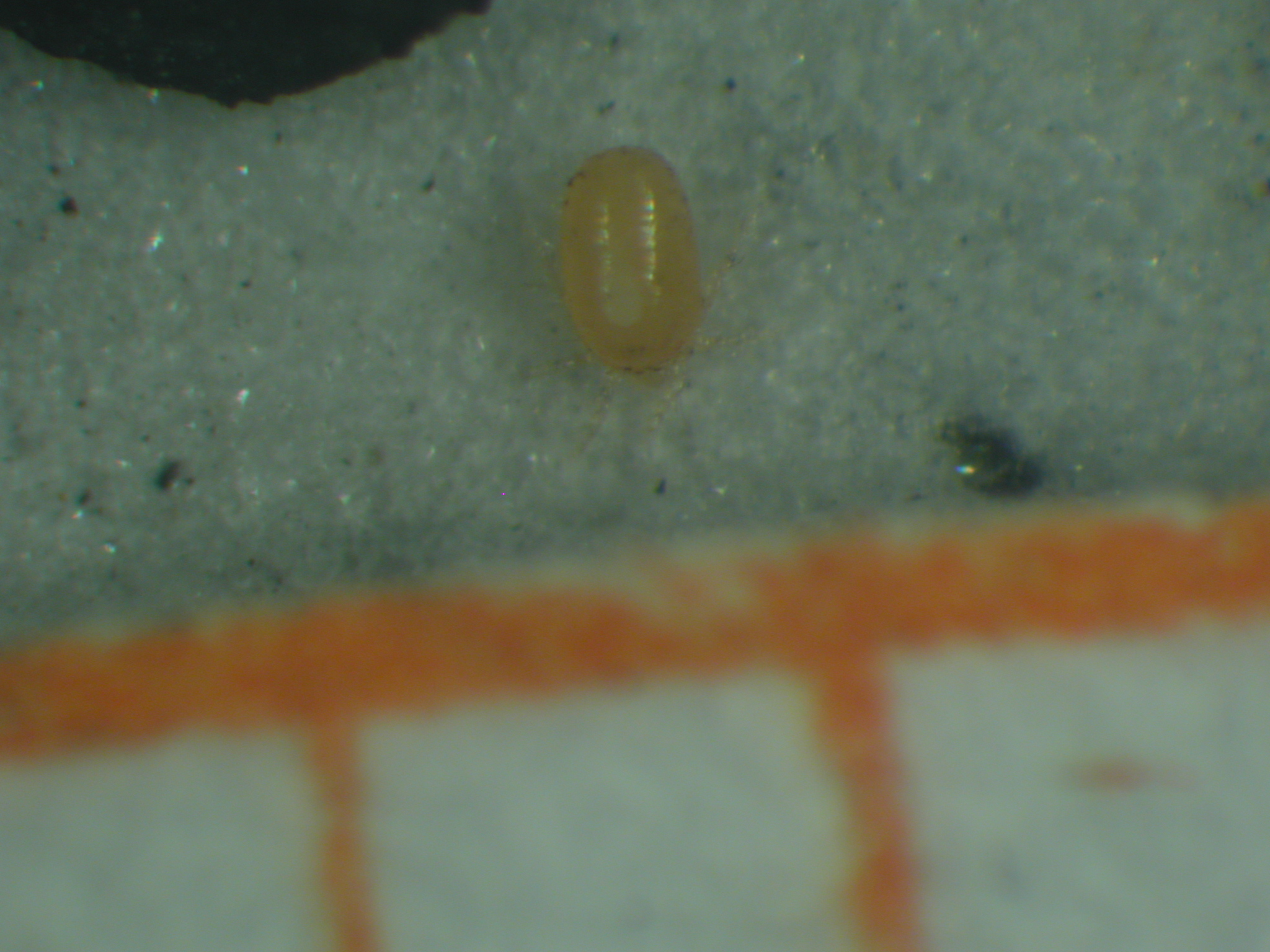
Fullmatad Neotrombicula autumnalis-larv, bredvid 1 mm-rutor.

Efter att ägget har kläckts till ett deutovum, ett inaktivt förstadie till larven, utvecklas den till det parasitiska larvstadiet och söker en värd att livnära sig på. Larv, som är det enda parasitiska stadiet, fäster sig på en värd och gör ett hål i huden hos värden med hjälp av sina mundelar (chelicerer) för att sedan utsöndra saliv som innehåller proteolytiska enzymer. När larven utsöndrar saliv bildas en struktur som kallas för stylostom. Larven använder sig av den sugrörslika stylostomen för att ta upp sin föda bestående av lymfvätska och nedbruten hudvävnad. Den parasitiska larven livnär sig på många olika ryggradsdjur som reptiler, groddjur, fåglar och däggdjur. Förutom att bistå födointaget hjälper stylostomen larven att sitta fast i värdens hudvävnad. Larven sitter fäst vid sin värd i 1-12 dagar om den inte rivs bort. Tiden varierar beroende på vilken art värden är av. När larven är klar med att ta föda från sin värd släpper den. Människans immunreaktion på ett bett hindrar dock kvalstret från att få den näring de behöver. De överlever sällan tillräckligt länge för att fullborda en måltid.       

### Nymf

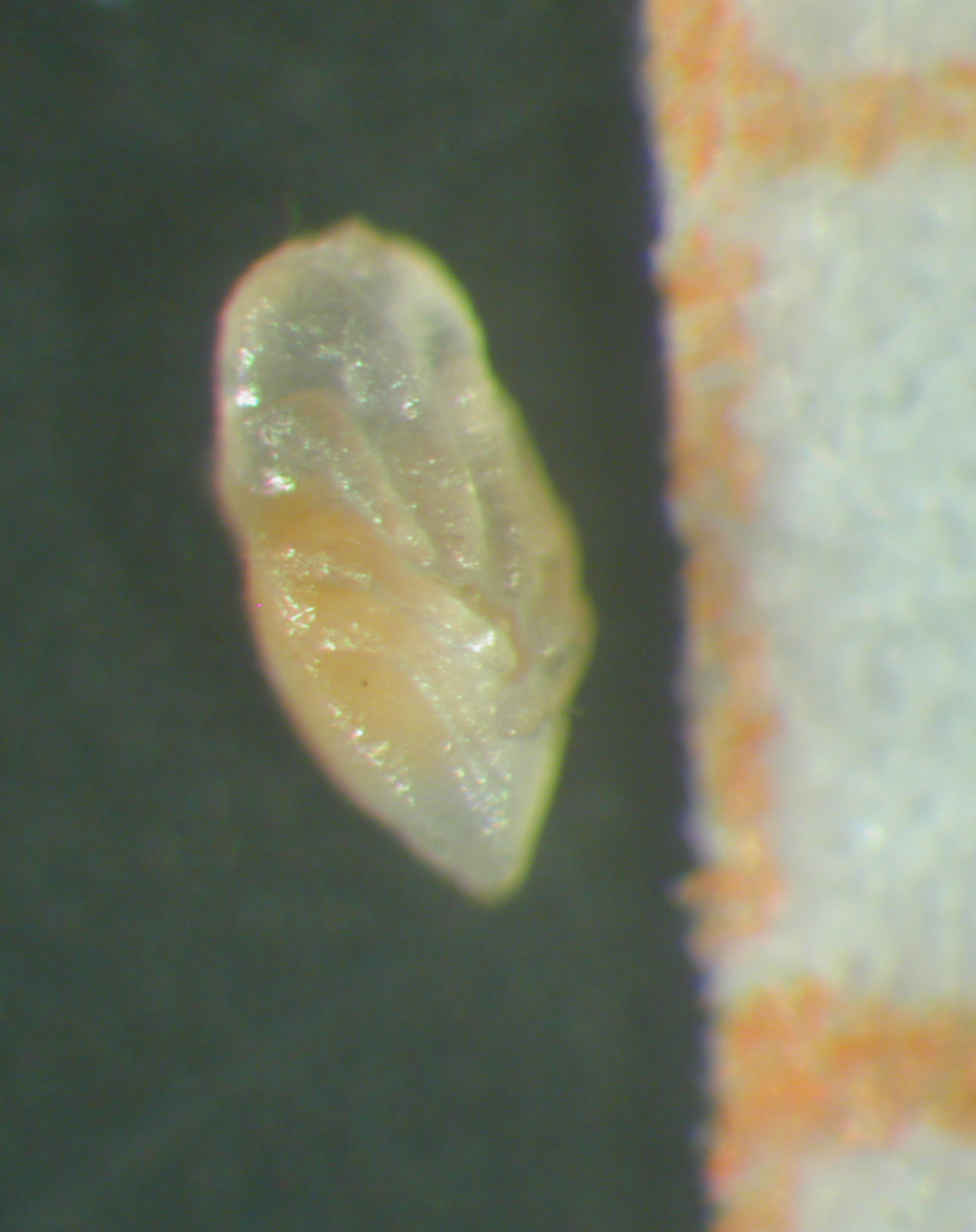
Neotrombicula autumnalis, förpuppad protonymf, vilken utvecklas ur den fullmatade larven. Efter det inaktiva protonymfstadiet utvecklas deutonymfen. Rutan på papperet visar 1 mm.

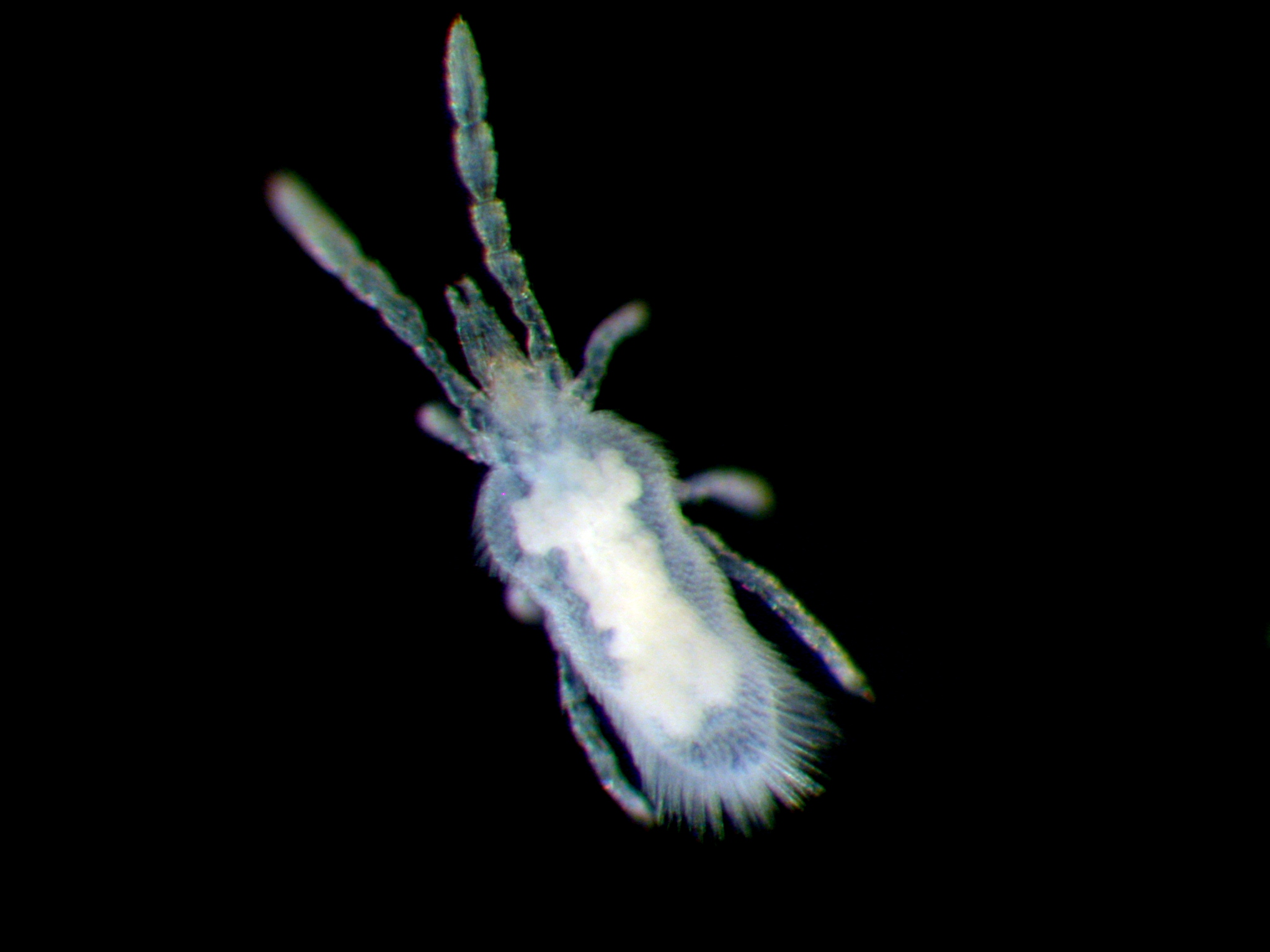
Neotrombicula autumnalis som deutonymf, ca 2 mm lång. Fixering med alkohol har gjort att den tappat sin röda färg.

Efter att larven har släppt från värden fortsätter utvecklingen på marken och övergår då till nymf. Nymfstadiet delas upp i tre olika faser: protonymf, deutonymf och tritonymf. När larven har släppt från sin värd börjar utvecklingen av protonymf ske i larven. I den här fasen är nymfen inaktiv och intar ingen föda. Nymfen utvecklas vidare till deutonymf som är det första aktiva stadiet efter larvstadiet. I den här fasen livnär de sig genom predation på ägg från leddjur, samt små jordlevande insekter och leddjur i andra livsstadier. Nymfen utvecklas vidare till tritonymf som är ytterligare en inaktiv fas och den intar inte heller då någon föda.  

### Vuxen
Från tritonymf fortsätter utvecklingen till det aktiva vuxenstadiet. De livnär sig i detta stadie genom predation på ägg från leddjur, små jordlevande insekter och leddjur i andra livsstadier likt deutonymf-stadiet. Det är som vuxen befruktningen sker genom att hanen släpper en spermiebärande kapsel i den livsmiljö han delar med honorna. När en hona kommer i kontakt med en spermiebärande kapsel, går hon över den med sitt könsorgan fullt öppnad och plockar upp den. Honan blir då befruktad, det sker alltså ingen direktkontakt med hanen vid befruktningen.

## Uppbyggnad

### Larv

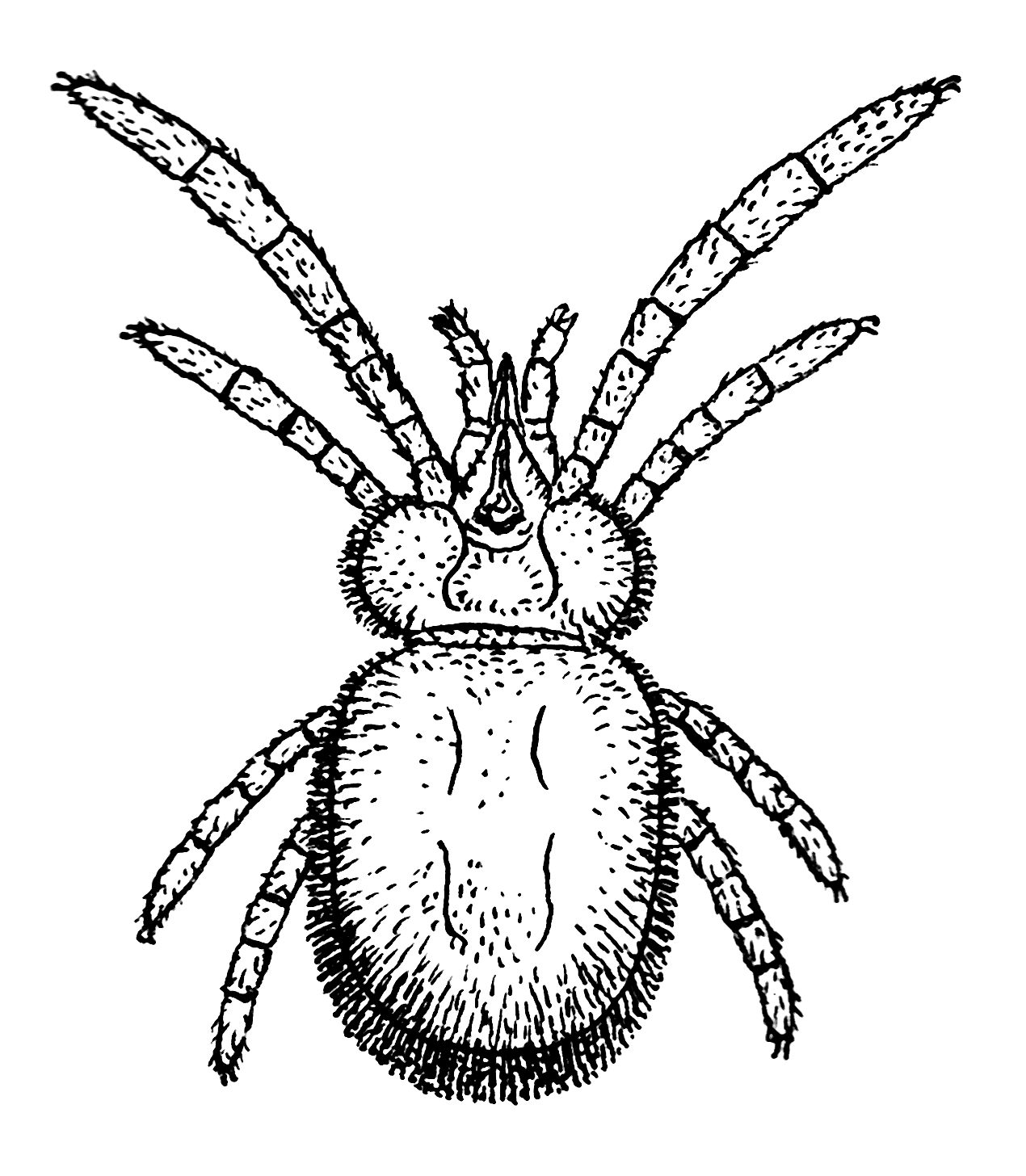
Vuxet kvalster.

I larvstadiet har Trombiculidae (Klådkvalster) sex ben och är mindre än 0,5 mm lång. Innan larven har hittat en värd att livnära sig på har den en orange-gul eller svagt röd färg. I larvstadiet har de starka bladliknande mundelar som tränger igenom huden på värden för att skapa bildningen av stylostomen, som skapas med syfte att ta upp föda från värden. Stylostom är en komplex glykoprotein-struktur och bildas genom utsöndring av saliv från larven och sträcker sig från hornlagret till överhuden eller läderhuden hos värden. Strukturen och djupet av stylostomen skiljer sig mellan olika arter inom Trombiculidae.

### Nymf och Vuxen
Som nymf får Trombiculidae åtta ben som den även behåller som vuxen. I nymfstadiet och vuxenstadiet har de en skarp röd färg med en kropp som oftast är hårig och den blir vanligtvis ungefär 1,3 mm lång som vuxen.

## Parasitism på människor

### Trombiculiasis

En larv som parasiterar en värd bildar en stylostom, en förhårdnad i form av en tub där upplösta döda celler sugs upp som föda.

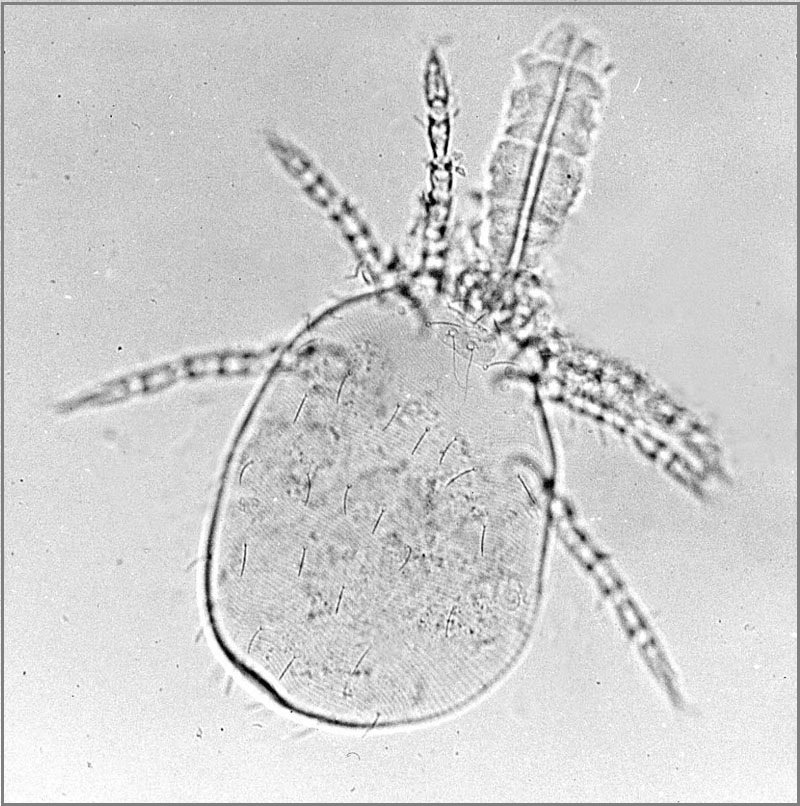
En larv med stylostom i mikroskop.

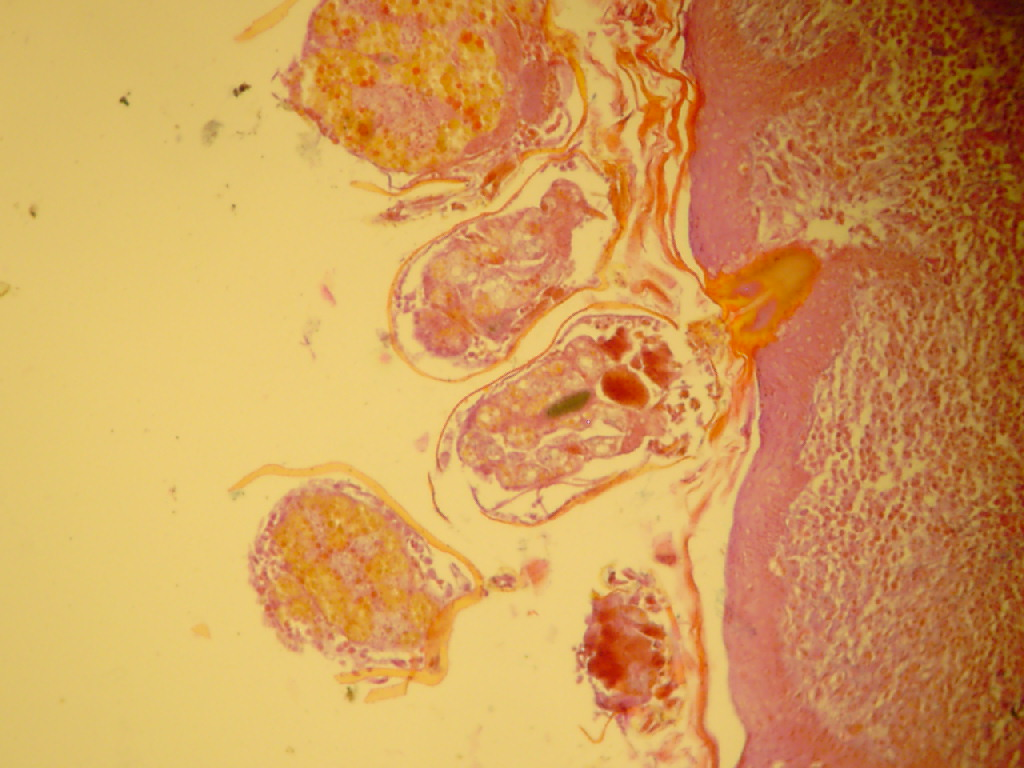
Kvalster som äter på en värd, i mikroskop.

Arten Neotrombicula autumnalis, larv på en människas övre ögonlockskant.

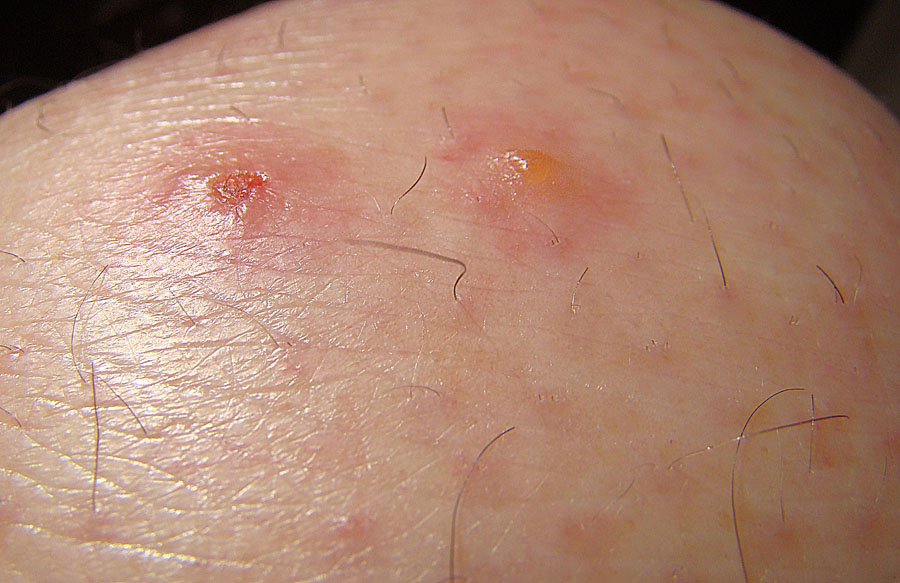
Sår efter bett på människa.

Under larvens födointag löser larvens saliv upp värdens epitelvävnad vid bettet och triggar en immunrespons som ger upphov till en stylostom. En inflammatorisk reaktion kan då uppstå hos värden. Denna reaktion kallas rombiculiasis eller trombiculosis och kan ge antingen en flack variant eller en lite ovanligare knöligare sort (för Leeuwenhoekiidae-familjen) av reaktionen. Infestation leder för Trombiculidae till en hudreaktion med papler och klåda. Själva bettet känns inte förrän efter 3-5 timmar. En röd vagel bildas med det lilla röda kvalstret i mitten, innan bettet svullnar upp och därefter rodnar. Sjukdomen har föreslagits heta löpkvalsterklåda på svenska.
Symtom är klåda i olika svårighetsgrad, ofta intensiv, och hudåkommor som irritation, utslag och inflammation med rodnad och blåsor/blemmor vid bitstället. För tamdjur som hund och katt kan även håravfall, sårskorpor/skorv och lokal blödning förekomma. Vid stora infestationer hos hund har neurologiska störningar observerats.
Symtomen hos människa går över av sig själva efter fem dagar efter bett av arten Eutrombicula tinami  i Brasilien. Arten Eutrombicula batatas skapar sedan decennier problem under kaffeskörden under höst och vinter i Bolivia, med en kraftig hudreaktion hos barn som följs av en sekundär bakteriell infektion och dermatitis. Leptotrombidium akamushi i Japan har gett människa gula fläckar runt kvalstren och kraftig smärta i minst fyra dygn efter att kvalstret släppt. Neotrombicula nagayoi kan hos människa ge en stark överkänslighetsreaktion under sex till tio dagar.
Infestationer ökar generellt under varma månader, vilket i Europa innefattar sensommar och höst. Värdarna har ofta vandrat eller uppehållit sig i parker eller andra grönområden eller skogsmarker.

#### Trombiculidae som ger Trombiculiasis
Arter som orsakar trombiculiasis hos människa eller hund och katt är:
Ericotrombidium iberecense i ’Palearktis’ (Eurasien norr om Himalaya samt Nordafrika) som orsakar kliniska symtom hos katter och hundar och har gett små orangea prickar längs kroppen på hund.
Eutrombicula alfreddugesi i Nordamerika. Lever i fuktigare grönområden, inkluderar däggdjur, fåglar, reptiler och människor som värdar. De är som flest under juni och juli.
Eutrombicula i Latinamerika. E. batatas skapar återkommande problem i Bolivia. E. tinami håller till i skogen i Brasilien och infesterar fåglar, pungdjur, hardjur, gnagare och karnivorer som tamkatter och människor. E. daumoni har infesterat hund.
Leptotrombidium subquadratum i Asien och Södra Afrika. Leptotrombidium-släktet är vektor för ’scrub typhus’, vilket medför att det inom den så kallade Tsutsugamushi-triangeln (som sträcker sig från Japan via Ryssland till Australien) knappt finns några rapporter om enbart trombiculiasis. Leptotrombidium akamushi har infesterat människa i Japan.
Neotrombicula-släktet parasiterar däggdjur, fåglar och människor i Nordamerika och peakar/når sin topp under hösten på norra halvklotet. Släktet rapporteras ofta ge trombiculiasis i Palearktis-området där Europa ingår. N. autumnalis trivs i det tempererade milda europeiska klimatet och parasiterar oftare människor än hundar och katter, under två till tio dagar. Larven hittas under regniga perioder och under sommaren. De flesta fall har rapporterats i Italien. N. inopinata parasiterar likaså främst under hösten på norra halvklotet. Hos hundar har den gett andningsproblem och vid kraftig infestation även neurologiska störningar. N. nagayoi angriper främst synantroper och vilda gnagare som förblir opåverkade, men kan hos människa ge symtom. Sen sommar, tidig höst.
Förutom N. autumnalis och N. inopinata tros Kepkatrombicula desaleri, Blankaartia acuscutellaris och Trombicula toldti kunna orsaka trombiculiasis i Europa.
Bett från löpkvalster kan liksom fästingbett ge upphov till allergi mot rött kött efter cirka en månad. Allergin ger kraftig uppsvullnad efter födointag, beroende på överkänslighet av IgE-antikroppar mot kolhydraten alfa-gal.

### Trombiculidae som vektorer
Trombiculidae fick ökad uppmärksamhet under mitten av 1900-talet och därefter (Andra världskriget och Vietnamkriget) när deras förmåga att överföra sjukdomar blev mer känd. En av de mest kända sjukdomarna som associeras med dessa kvalster är fläcktyfus (scrub typhus), en infektionssjukdom orsakad av den gramnegativa bakterien Orientia tsutsugamushi, som sprids av vissa Trombiculidae-larver. Denna sjukdom är fortfarande ett problem i tropiska och subtropiska områden då deras förmåga att anpassa sig till olika miljöer och väderförhållanden har gjort dem till en framgångsrik och spridd grupp av kvalster.

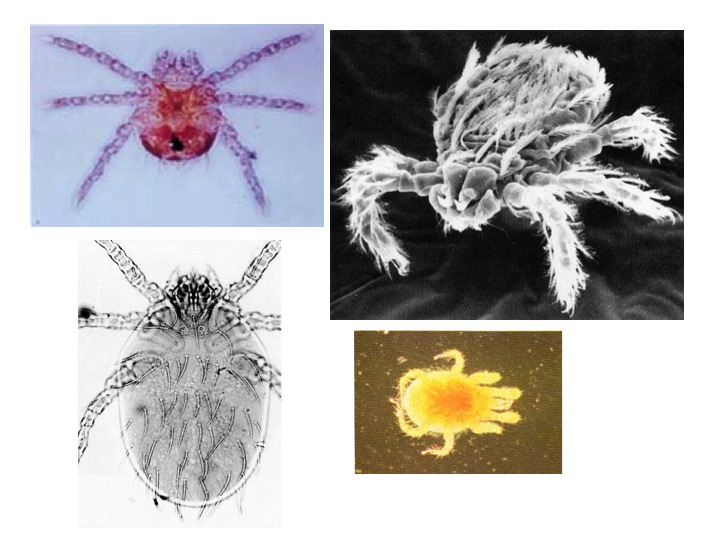
Leptotrombidium (släkte) i larvstadiet.

Trombiculidaes Leptotrombidium-släkte, bland andra L. scutellare, L. akamushi och L. pallidum, är vektor för fläcktyfus via Orientia tsutsugamushi. Denna bakterie ger influensaliknande symtom, utslag och feber. Ett karaktäristiskt svart sår uppstår vid bettstället (eschar), orsakat av den växande bakterien som skapar nekros i vävnaden runt bettet. Nekrosen ger inflammation som sprider sig i blodkärlen, vilken i sin tur ger inflammation i lymfnoder. Efter några dagar sprids inflammationen till olika organ som lever, hjärna, njurar, meninges och lungor. Organen kan svikta och tillståndet bli allvarligt.
Orientiabakterier har förutom i 'Tsutsugamushi-triangeln' (Japan - Ryssland - Australien), påträffats i några fall i Afrika. I Förenade arabemiraten har en bakterievariant, O. chuto, orsakat feber och eschar (svart sår). Eutrombicula-släktet har varit vektor för en annan Orientia-bakterie i USA och för Candidatus Orientia chiloensis hos symptomatiska patienter på ön Chiloé i Chile, där även iglar kan vara vektorer. 
I Sydamerika är annars Rickettsia-bakterier ett stort hälsoproblem. Genetiskt material från andra patogener har också kunnat ses via molekyläranalys hos Trombiculidae, men mer forskning om kvalstren som vektorer och deras plats i patogeners livscykler behövs. Utöver rickettsiapatogener har bakterier som Coxiella burnetti (Q-feber), Borrelia-bakterier (burgdorferi), Bartonella-bakterier, Anaplasma phagocytophilum, och en art av Mykobakterier hittats i ’chiggers’. En ny variant inom Fläckfeberrickettsier (Spotted Fever Group) kallad Candidatus Rickettsia kedanie, hittades hos larver innan födointag av Leptotrombidium scutellare i en studie i Japan 2024. Isolat med konserverade virulensfaktorer från studiens rickettsia-art kunde framgångsrikt föröka sig i mammalieceller. Detta kan tyda på att överföring från smittbärande kvalsterhonor till ägg kan ske även för Rickettsia och i förlängningen medföra sjukdom (rickettsios) hos människa. Normalt sprids Rickettsia av fästingar. Rickettsios har en inkubationstid på 2-15 dagar och kan behandlas med antibiotika.

### Profylax och behandling
För att förebygga att bli biten bör heltäckande kläder bäras, gärna behandlade med permetrin. Komplettera med insektsmedel som innehåller DEET  eller bensylbensoat, och motsvarande kragar eller spot-on för djur. Undersök kroppen efteråt för att upptäcka och ta bort eventuella angrepp. Vid svår klåda kan orala mediciner och behandling med akaricider lokalt hjälpa. Klådan kan förvärras av sängvärme och kliande eller liknande, vilket kan skapa en sekundär infektion.